# Johannes Hotze

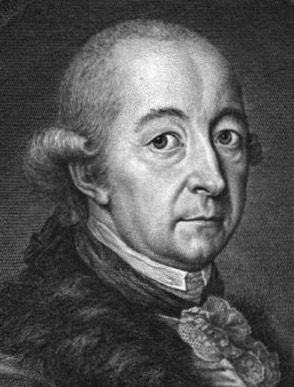
Bildnis Hotzes in Johann Kaspar Lavaters Essai sur la physiognomie.

Johannes Hotze, auch Hoze oder Hozze, ursprünglich Hotz (* 27. Juni 1734 in Richterswil am Zürichsee; † 4. Juli 1801 in Frankfurt am Main), war ein Schweizer Landarzt von internationalem Ansehen.

„(…) mitten unter allem was die Schweitz in der größten Mannigfaltigkeit, Erhabenes, Anmuthiges, und Reitzendes hat, wohnt im Dorfe Richterswyl, einige Stunden von Zürich, ein grosser Arzt. Erhaben und sanft, wie die Natur die ihn umgiebt, ist seine Seele.“

Johann Georg Zimmermann, von dem obenstehendes Zitat stammt, nennt seinen Landsmann und Berufskollegen an anderer Stelle sogar „einen der größten Aerzte unserer Zeit“.

## Leben

### Spross einer Chirurgendynastie

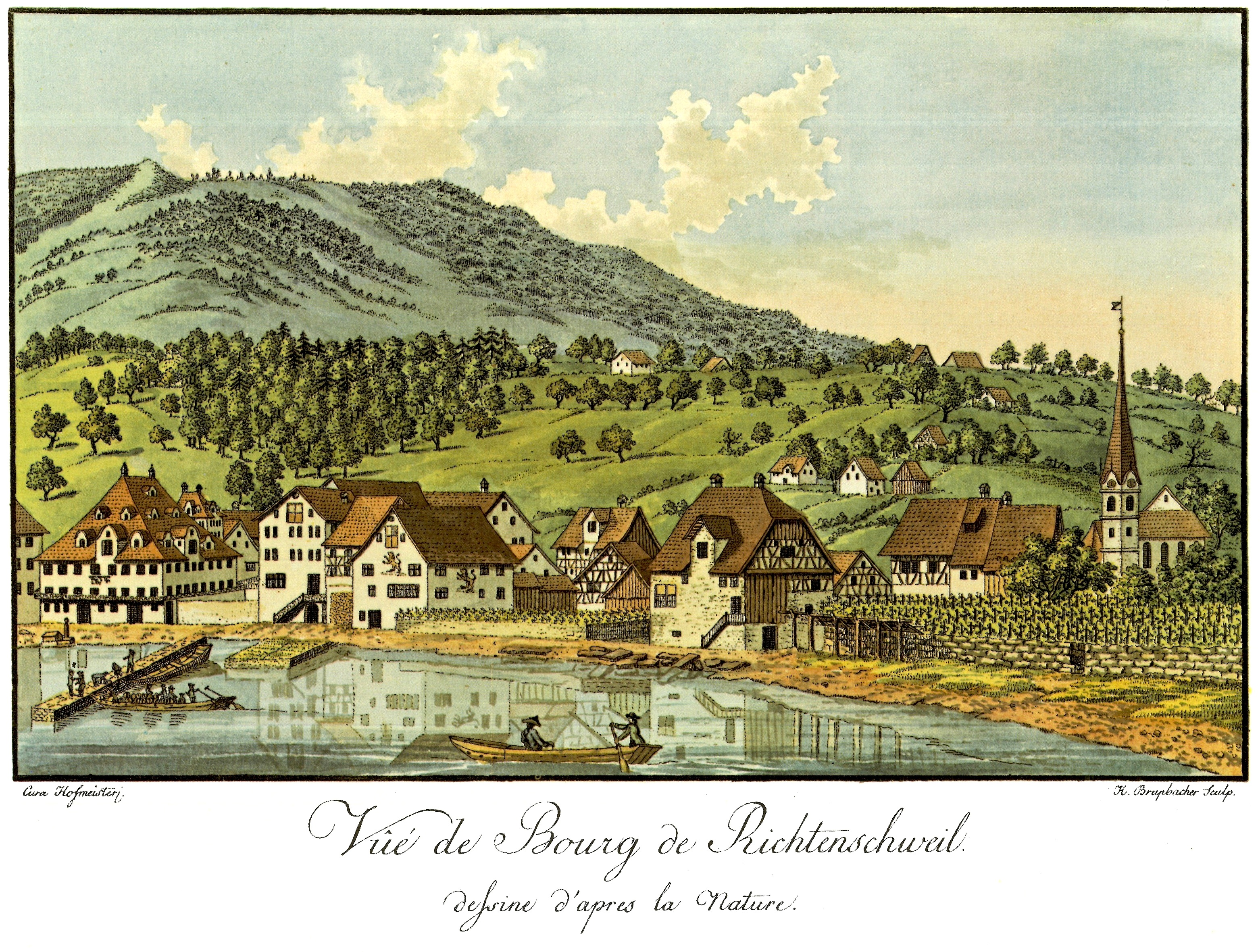
Heinrich Brupbacher: Richterswil, 1794.

Der Kanton Zürich wurde vor der Helvetischen Revolution (1798) von den Zünften der Stadt Zürich regiert, denen die wenigen Tausend Stadtbürger angehörten. Die 180 000 Bewohner der Landschaft dagegen waren Untertanen, denen neben vielen anderen Berufen auch jener des akademisch ausgebildeten Arztes verschlossen blieb. Ihre medizinische Versorgung oblag handwerklich ausgebildeten Scherern oder Chirurgen (Wundärzten).
Johannes Hotze entstammte einer Dynastie solcher Chirurgen, der die Prosperität der Gegend am Zürichsee zu Reichtum verhalf. Sein Grossvater Hans Jakob (1653–1732) und sein Vater Johannes (1705–1776) erwarben einen Teil ihrer Kenntnisse als Feldscherer in fremden Diensten (Hessen-Kassel bzw. Frankreich). Der Grossvater heiratete in zweiter Ehe die Tochter des Landvogts von Wädenswil, Anna Esther Escher. Der Vater entstammte wie seine Geschwister Hans Jakob (1708–1775), Anna Barbara (1714–1791) und Susanna (1720–1796) der dritten Ehe des Grossvaters mit der Wädenswiler Bauerntochter Barbara Haab. Er heiratete Stadtbürgerinnen, zuerst Hotzes Mutter Judith Gessner (1704–1758), dann Anna Maria Bollier. Seine Versuche, das Stadtbürgerrecht zu erwerben, blieben erfolglos. Hans Jakob junior praktizierte als Chirurg in Wädenswil. Anna Barbaras Mann Hans Heinrich Weber aus Hirslanden wurde als „Landschäftler“ an der Ausübung des Kaufmannsberufs gehindert, weshalb das Ehepaar 1754 nach Leipzig auswanderte. Susanna wurde die Frau des Stadtzürcher Chirurgen Johann Baptist Pestalozzi und die Mutter des Pädagogen Johann Heinrich Pestalozzi (1746–1827).
Während der Vater seine jüngeren Söhne Diethelm (1737–1756) und Johann Konrad (1739–1799) zum Chirurgenberuf bestimmte, sollte Hotze wie der gleichaltrige Richterswiler Heinrich Landis (1734–1801) als einer der ersten Zürcher Untertanen Doktor der Medizin werden. Zuerst von Privatlehrern unterrichtet, konnte er dank seiner Abstammung mütterlicherseits 1749–1753 das Collegium Carolinum in Zürich besuchen. Gut ein Jahr bildete ihn dann der Vater weiter. Nach einer Botanikexkursion in den Alpen studierte er an den medizinischen Fakultäten von Strassburg, Tübingen und Leipzig. 1756 verteidigte er in Leipzig, wo er bei seiner Tante wohnte, übungshalber eine Dissertation über die negativen und die positiven Auswirkungen der Wärme auf die Gesundheit, nach Ablegung der Prüfungen 1758 in Tübingen eine solche über das Baden der Kinder samt einer Beschreibung des Käfers Buprestis. In Zürich durfte er als Untertan nicht praktizieren. So wurde er Assistent und dann Nachfolger des Vaters im verkehrsgünstig gelegenen Richterswil.

### Geburtshilfe und Psychiatrie

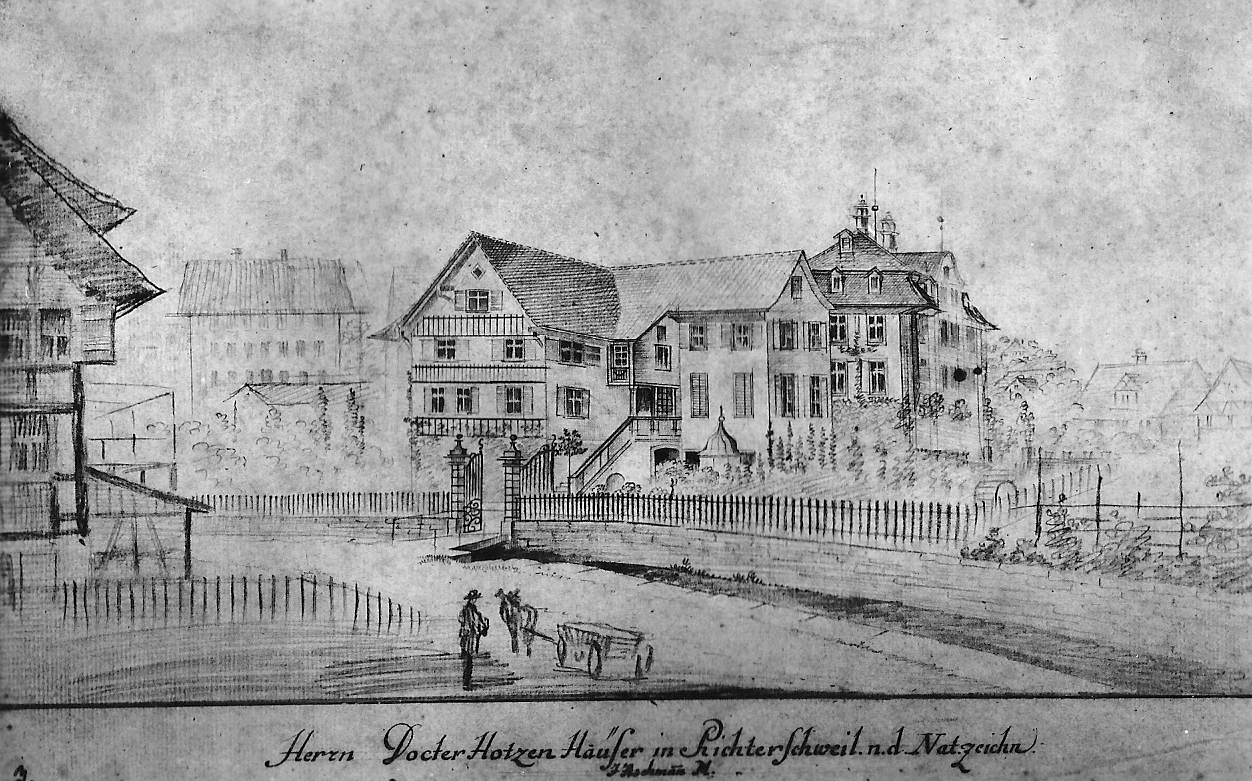
Johann Jakob Aschmann: Hotzehäuser am offenen Dorfbach.

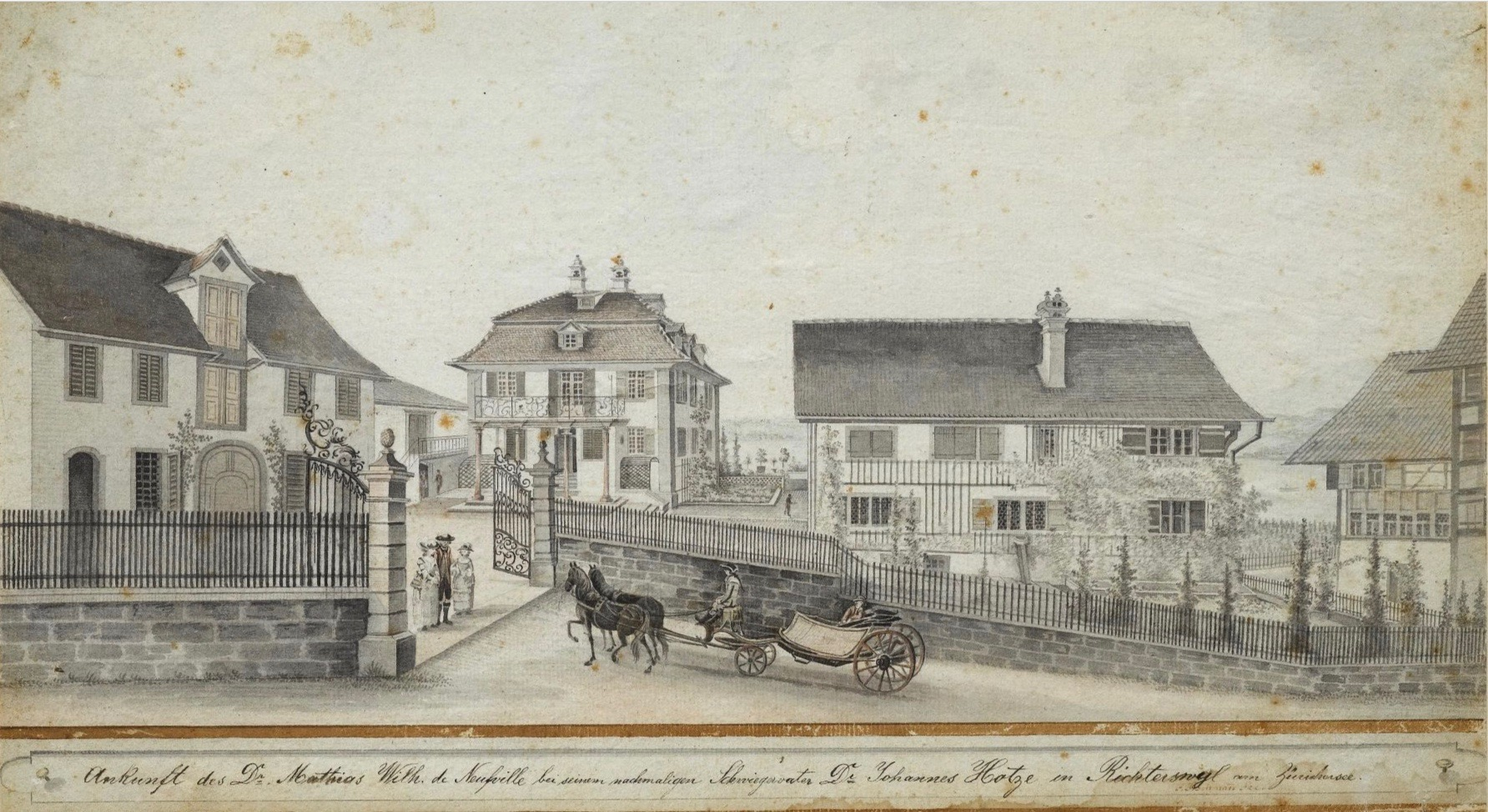
Johann Jakob Aschmann: Hotzehäuser von der Bergseite, ca. 1787.

1760 heiratete Hotze auf Wunsch des Vaters die wohlhabende Bauerntochter Anna Elisabeth Pfenninger (1742–1804) aus Stäfa am gegenüberliegenden Seeufer. 1764 bezog er neben dem um 1685 errichteten Elternhaus (Unteres Hotzehaus oder Diana, Poststr. 16) einen Neubau (Oberes Hotzehaus oder Seeblick, Poststr. 20). Nach dem Tod des Vaters wechselte er ins Elternhaus hinüber.
Seine Frau wurde nach der Geburt zweier früh verstorbener Kinder und der überlebenden Mädchen Anna Elisabeth (1767–1825) und Regula (1769–1835) psychisch krank. Hotze gab sie in Seuzach, später in Winterthur in Pflege, liess sich aber nicht scheiden. Die Töchter wurden bei Pflegeeltern in Zürich, später in Aubonne (Waadt) erzogen und nannten sich fortan Louise und Renette.
Hing es mit der persönlichen Erfahrung von Kindestod und Geisteskrankheit zusammen, dass Hotze sich auf Geburtshilfe und Psychiatrie spezialisierte? Der Schriftsteller Meiners, welcher ihn 1782 besuchte, berichtet: „Er hat meistens mehrere Patienten, besonders Schwermüthige, bey sich, die in einem schönen, bequemen, und von dem seinigen abgesonderten Hause wohnen.“
Auch der andere Richterswiler Arzt Dr. Landis spezialisierte sich auf Depressive, die er in sein 1784 fertiggestelltes Haus (heute Gemeindehaus) aufnahm. Dabei scheint es ihm, seinem Vater und seinem Sohn nur ums Geldverdienen gegangen zu sein. Denn wie Hotzes Patient Hans Konrad Ott (1739–1817) detailliert berichtet, behandelten diese „Henkersknechte“ die ihnen anvertrauten Gemütskranken mit grösster Grausamkeit. Demgegenüber rühmte Ott Hotzes Menschenfreundlichkeit und das Einfühlungsvermögen, mit dem dieser Leiden der Seele zu heilen oder zu lindern  versuchte.

### Arzt der katholischen Innerschweiz
Zimmermann schrieb über Hotzes Liegenschaft: „Die zwey Häuser des Arztes stehen mitten in diesem Dorfe, mit ihren Gärten umringet, so frey und friedlich, wie auf dem weiten Felde. Unter der Kammer meines Herzensfreundes laüft am Garten ein lieblich murmelnder Bach, und an dem Bache die Landstrasse, auf der seit Jahrhunderten beynahe täglich eine Menge Pilgrimme nach dem Kloster Einsiedlen gehen.“ Es gebe bei Hotze weder Pracht noch Reichtum, sondern Stühle mit Strohgeflecht, Tische aus inländischem Holz und einfaches Tongeschirr. Im Gegensatz dazu schrieb Hans Konrad Ott, dass „wohl kein Particular, eleganter, kostlicher, und geschmackvoller, logiert und meubliert“ gewesen sei als Hotze. In dessen Bibliothek standen neben den besten Werken der Literatur illustrierte Pflanzenbücher, die ein Vermögen kosteten.
Zimmermann fuhr fort: „Kommt das Volk aus den gebürgigten Cantonen der Schweitz, und aus den Thälern der Alpen zu ihm, findet es keinen Ausdruck für die Darstellung seiner Noth, traut es Ihm zu, daß er Alles sehe und wisse, beantwortet es jede Frage einfältig, treu, und offen, behorcht es jedes Wort, fasset es jeden Rath auf wie Goldkörner, und gehet dann von Ihm, sehnend, getröstet, voll Hofnung, und guter Entschlüsse, wie von seinem Beichtvater in Einsiedlen, wieder weg: o so ist er, am Abend eines solchen Tages ein glückseliger Mann!“
Laut dem Dichter Matthisson behandelte Hotze Arme gratis und versah sie auch unentgeltlich mit Heilmitteln aus seiner wohlversehenen Apotheke. Das soziale Engagement ging bis zur physischen Erschöpfung. 1781 klagte der Arzt: „Ohnmächtig erlieg ich fast unterm Frühlingszulauf meiner Älpler.“ Wenn aber Prominente mit dem Tode rangen wie Frau von Hallwil und ihr Sohn (1779), der Abt von Einsiedeln (1780) oder Landvogt von Wattenwil in Landshut (1781), konnte man ihnen einen zeitraubenden Hausbesuch nicht verweigern.
Offenbar nahm Hotze auch Sterbende auf. Jedenfalls wollte der schwindsüchtige Schriftsteller Johann Kaspar Riesbeck (1754–1786) seine letzten Tage bei ihm verbringen, doch konnte er wegen unbezahlter Arztrechnungen seinen damaligen Wohnort Aarau nicht mehr verlassen.

### Zwischen Pestalozzi und Lavater

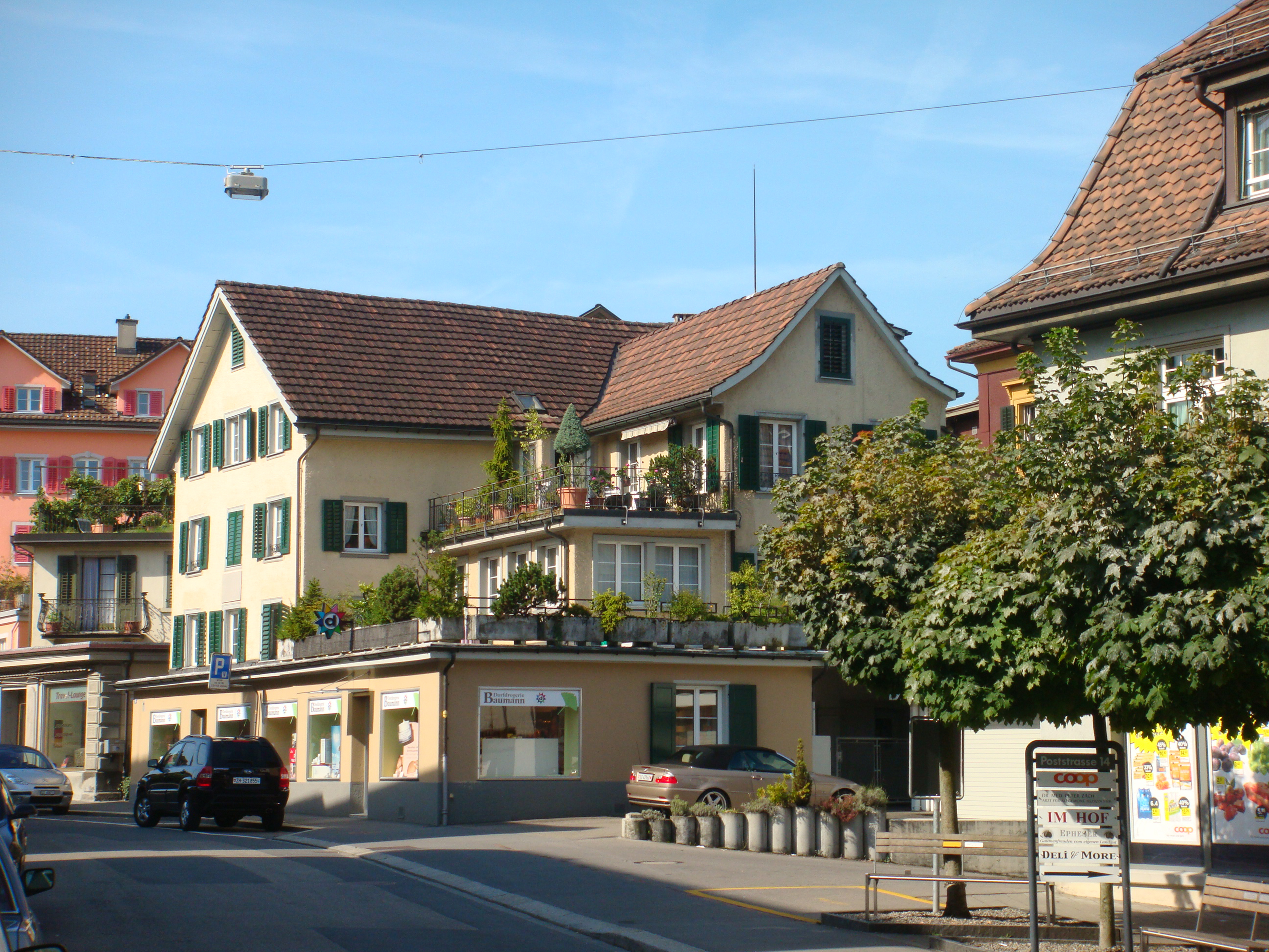
Unteres Hotzehaus mit modernen Vorbauten.

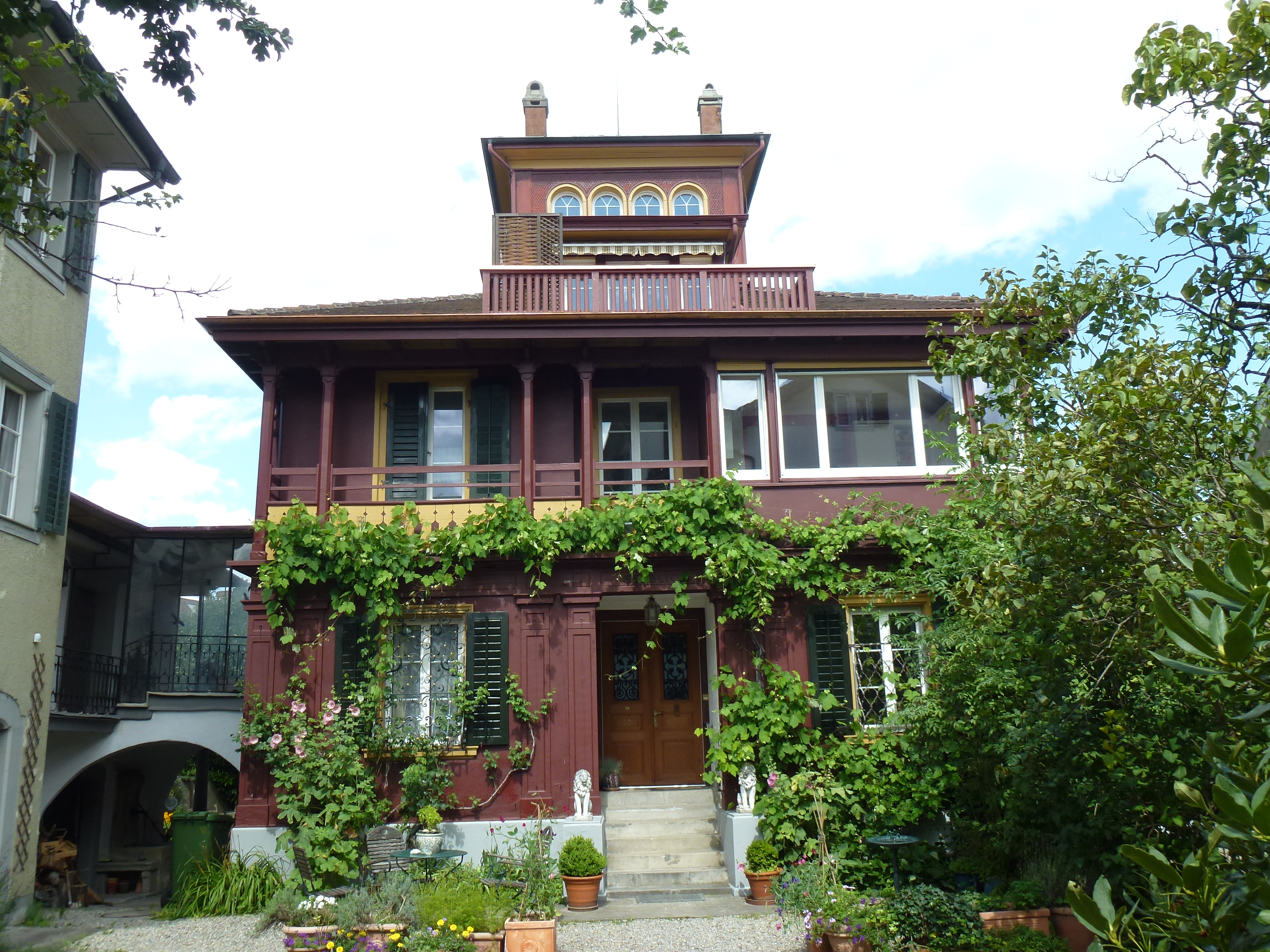
Oberes Hotzehaus mit Belvedere von 1847.

Nachdem Johann Heinrich Pestalozzi schon mit fünf Jahren den Vater verloren hatte, war er oft zu Besuch beim Onkel in Richterswil. Später half ihm sein Cousin Hotze bei der Werbung um Anna Schulthess und beriet das Paar in gesundheitlichen und ökonomischen Fragen. Als Hotze aber nach der Erkrankung seiner Frau beim charismatischen Theologen Johann Kaspar Lavater (1741–1801) Trost suchte, brach der Kontakt zu Pestalozzi ab.
Während der Pädagoge mit seiner Armenerziehungsanstalt auf dem Neuhof bei Birr scheiterte, finanzierte Hotze Lavaters „Physiognomische Fragmente“ (1775–1778), die zum Teil in Richterswil entstanden. Auch verwahrte er das zugehörige Bildarchiv. Er war Lavater richtiggehend hörig. 1780 schrieb er ihm: „Brauche mich zu deinem Schuh-Putzer, nur liebe mich, wenn ich’s jetzt gleich nicht werth bin (…)“ Im Gegenzug empfahl ihn der international bekannte Freund zahlungskräftigen Patienten und beriet ihn bei der Erziehung seiner Töchter. 1784 machte er eine Kur bei ihm.
Anders als viele Aufklärer wurde Hotze nicht Deist oder Atheist. Lavaters Kollege Johann Konrad Pfenninger widmete ihm eine Schrift mit den Worten: „Freund! Du schämest Dich des Nazareners nicht, noch des Geringsten, der für Ihn arbeitet. —“

### Ausländische Besucher und Patienten
Hotze wurde über die Landesgrenzen hinaus bekannt. Selbst an den Höfen von Wien, Sankt Petersburg und London besass er Korrespondenten. 1775 und 1779 besuchte ihn Goethe, das zweite Mal als Begleiter Karl Augusts von Sachsen-Weimar. In Dichtung und Wahrheit bezeichnete er ihn als „höchst verständigen, wohlwollenden Mann“. Leibarzt beim Herzog in Weimar werden aber wollte Hotze ebenso wenig wie bei Markgraf Karl Friedrich von Baden in Karlsruhe oder bei Landgraf Friedrich von Hessen in Kassel.

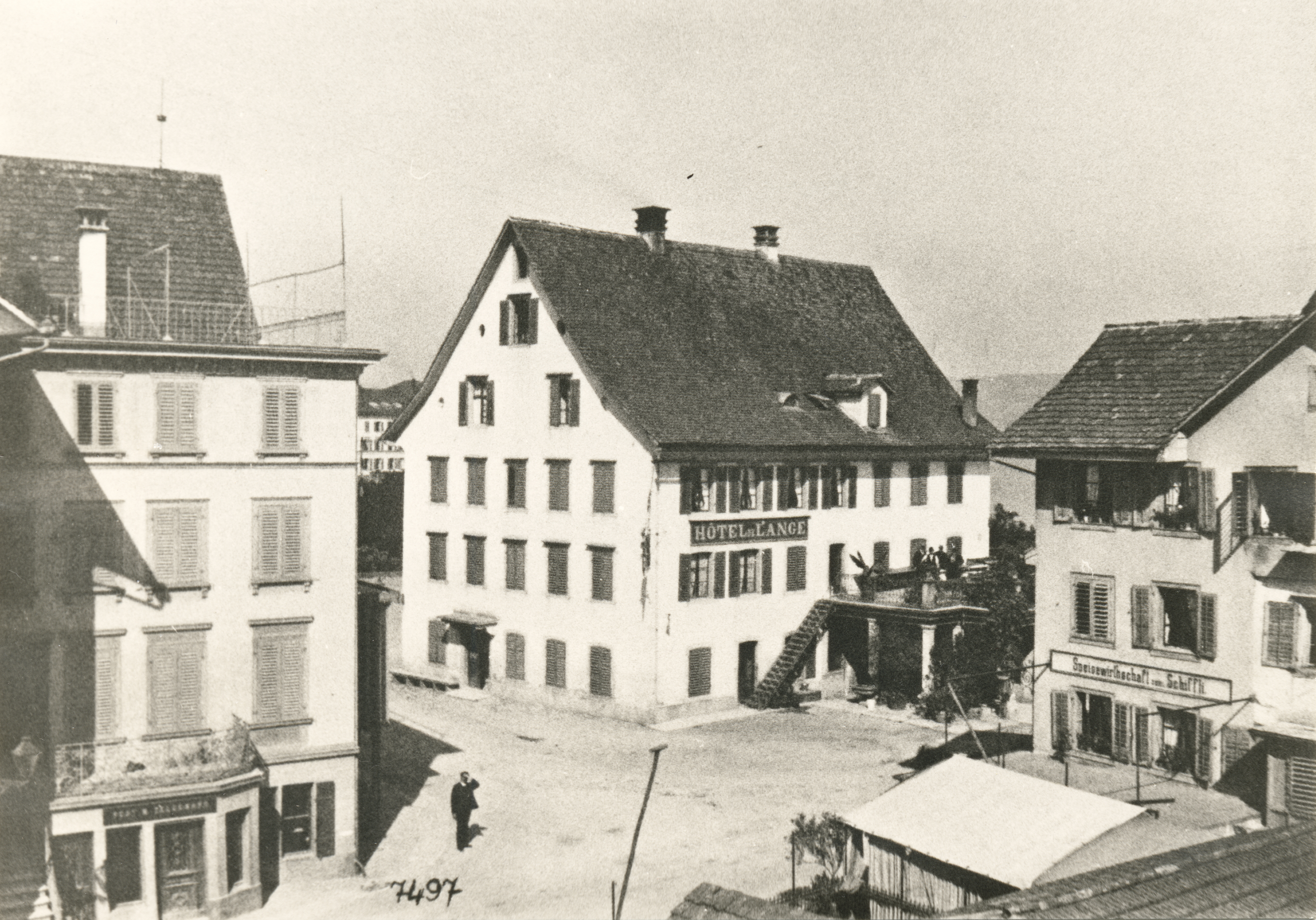
1982 abgebrochenes Hôtel de l’Ange in Richterswil (Archiv Kantonale Denkmalpflege Zürich).

Matthisson sah 1787, wie zu Hotzes vormittäglichen Sprechstunden „nicht nur aus allen Winkeln der Schweiz, sondern auch aus Deutschland und Frankreich Rath- und Hülftsbedürftige, Woche für Woche, in vollen Scharen, theils in eigenen, theils in fremden Angelegenheiten herzuströmen“. Er fuhr fort: „Zwey stattliche Gasthöfe, die sich selbst in Hamburg oder Amsterdam durch ihr vornehmes Ansehen auszeichnen würden, sind mit kränkelnden und kranken Fremden fast jederzeit angefüllt, die unter Hoze’s Leitung, in dieser herrlichen Paradiesesgegend und in diesem reinen Luftstriche, durch irgend eine Cur auf die Verbesserung ihres körperlichen Zustandes bedacht sind.“
1788 operierte Hotze in Bad Schinznach Herzog Friedrich Eugen von Württemberg. Zum Dank sandte ihm dessen Tochter, die Grossfürstin und spätere Kaiserin von Russland Maria Fjodorowna, einen Diamantring.

### Zwei Cousins und die Revolution

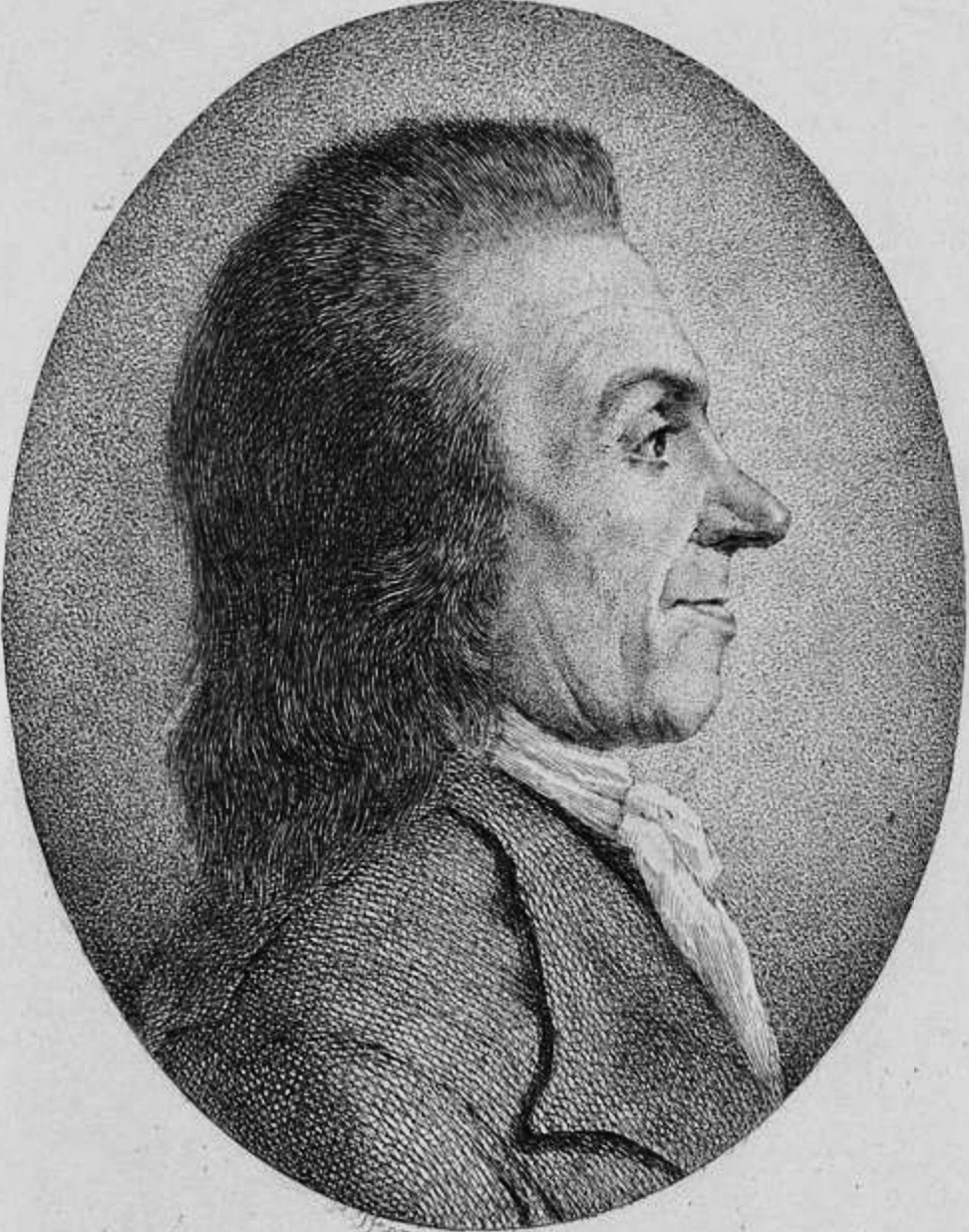
Heinrich Pfenninger: Johann Heinrich Pestalozzi (Zentralbibliothek Zürich).

1791–1794 war Lavaters Sohn Heinrich Assistent Hotzes, den er zeitweise auch vertrat. Am Zürichsee kündigte sich schon damals die Helvetische Revolution an. 1792 schrieb Dr. Lavater an Johann Konrad Escher: „Man weiß in Zürich nicht, was ich täglich sehe und höre, man glaubt es nicht, weil das Volk noch zu gutmüthig ist, um jetzt schon eine Gewaltthat zu begehen.“
Wie sein Assistent war auch Hotze kein Revolutionär. Dies im Gegensatz zu Pestalozzi, mit dem ihn die Verteilung des Erbes ihrer gemeinsamen Tante Anna Barbara Weber 1791 wieder in Kontakt gebracht hatte. Angesichts der Radikalisierung der Französischen Revolution brachte Hotze seine politische Einstellung 1793 auf die Formel, sein Abscheu vor Unordnung mache ihn zum Aristokraten, sein Abscheu vor Verletzung der Menschenrechte zum Demokraten. Als die Gärung in der Seegegend zunahm, zog er sich 1793/94 zu seiner älteren Tochter zurück, die seit 1783 mit Jean-Sigismond de Crinsoz de Trévelin (1754–1833) in Aubonne verheiratet war. Während Lavaters Sohn die Praxis führte, verwaltete Pestalozzi Hotzes Liegenschaft. Von Schloss Wädenswil aus bespitzelt, hielt er den Cousin über die Entwicklungen in der Heimat auf dem Laufenden.
Auf der Rückreise aus der Waadt, wo sich die Herrschaft Berns dem Ende zuneigte, wurde Hotze von Madame de Genlis zu der ihr anvertrauten Adélaïde d’Orléans gerufen. Diese hatte mit ihrem Bruder Louis-Philippe Égalité, dem späteren Bürgerkönig, in Bremgarten Zuflucht gefunden (nicht nur vor der Terrorherrschaft in Frankreich, sondern auch vor ihren emigrierten Landsleuten aus dem aristokratischen Lager). Anschliessend war der „Ehrlichste der Menschen“ – so die Schriftstellerin – den Damen bei der Weiterreise behilflich.
Aber auch minder egalitär eingestellten Aristokratinnen stand Hotze weiterhin zu Diensten. Nach dem Frieden von Basel (1795) begleitete Matthisson Luise von Anhalt-Dessau nach Italien. Unterwegs beratschlagte die Fürstin, welche mit ihrer Familie schon 1783 mehrere Monate bei Hotze verbracht hatte, mit dem Arzt „viel und lange über die Regulirung ihrer Lebensweise“. Sie erhielt sogar „ein kleines Hülfsbuch, aus hippocratischen Kernaphorismen ausdrücklich für diese Südreise von ihm zusammengeordnet“.

### NachStäfnerhandelemigriert

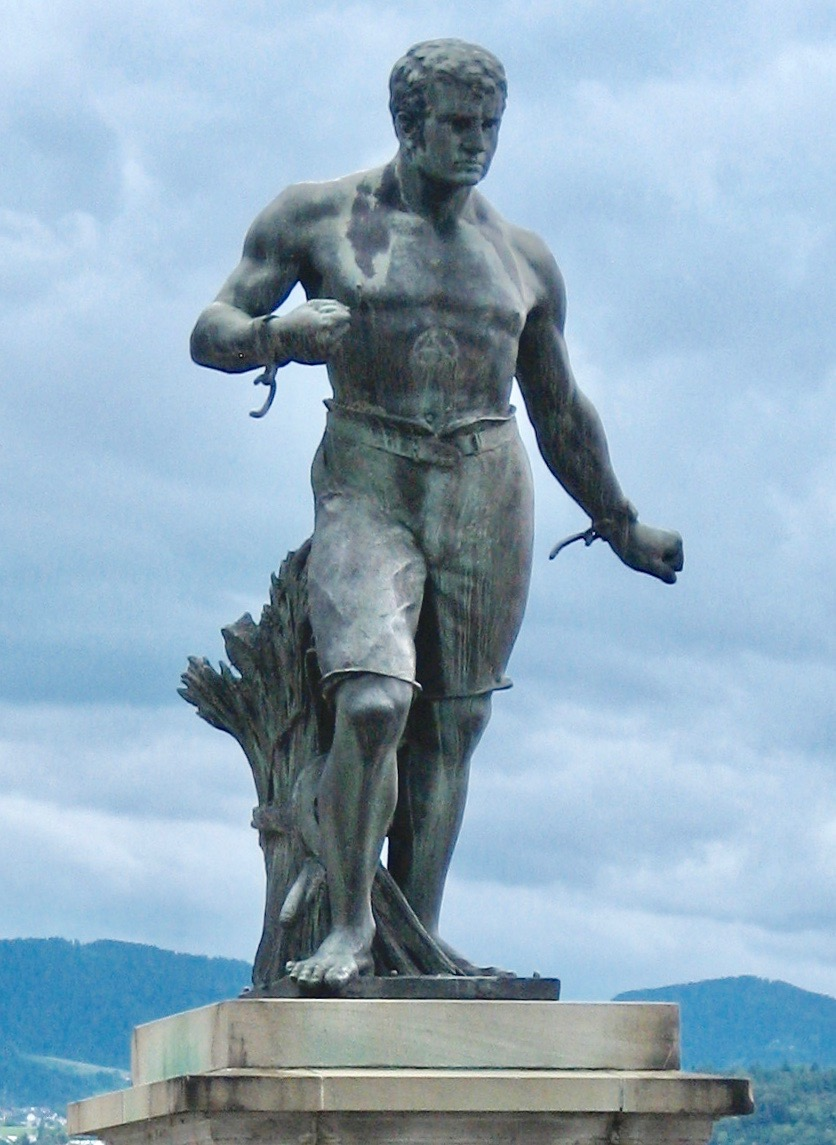
August Bösch: Denkmal für die Demokratiebewegung von 1794/95, Stäfa.

Was Hotze über Zürich dachte, das nicht auf die Privilegien seiner Bürger verzichten wollte, zeigt eine von Hans Konrad Ott überlieferte Äusserung des Arztes: „Wenn ich das nächste Mal dorthin komme, zünde ich diese Stadt an.“ Demnach fühlte er sich als Untertan zurückgesetzt, obwohl ihm der Pfarrer als einzigem Richterswiler den Titel Herr zugestand, auf den eigentlich nur Stadtbürger Anrecht hatten. Während des Stäfnerhandels (1794/95) versuchte Hotze vergeblich, zwischen Stadt und Land zu vermitteln. Der Mitwisserschaft an Umsturzplänen verdächtigt, wurde er drei Tage in Arrest gesetzt.
Als die Demokratiebewegung mit grösster Grausamkeit unterdrückt wurde, verliess Hotze Richterswil für immer, „weil er nicht länger unter einer so despotischen Regierung leben wollte“. Zuerst erwog er, beim Philanthropen Johann Rudolf Meyer in Aarau Zuflucht zu suchen. Stattdessen zog er dann aber zu seiner jüngeren Tochter, die 1787 den Arzt Matthias Wilhelm de Neufville (1762–1842) in Frankfurt am Main geheiratet hatte. Reisen führten ihn 1796 und 1799 nach Leipzig, wo er bei Pestalozzis Schwester wohnte. Die Praxis in Richterswil übernahm Hotzes gleichnamiger Cousin aus Wädenswil (1740–1803), der sich in Strassburg zum Chirurgen hatte ausbilden lassen.
Hotze musste nicht miterleben, wie am 30. April 1798 altgesinnte Glarner und Höfler mit Zuzügern bis aus dem entfernten Sargans im Gefecht bei Wollerau einen aussichtslosen Kampf gegen Franzosen und Zürcher ausfochten, der auch Richterswil in Mitleidenschaft zog. Er schrieb damals an Lavater: „Ich darf mich nicht hineindenken in meinen friedlichen Geburtsort – und unter die Menschen, von denen ich wahrscheinlich viele kannte – und die sich jetzt unter einander wörgten.“ Als Vieharzt Heinrich Stäubli aus Horgen am 24. März 1804 den Bockenkrieg auslöste, indem er Schloss Wädenswil niederbrannte, war Hotze schon drei Jahre tot.

### Ungleiche Brüder
Sein Bruder Johann Konrad hatte das Studium der Medizin in Tübingen abgebrochen und war unter dem Namen Friedrich von Hotze in fremde Dienste getreten. In Württemberg hatte er es zum Flügeladjutanten, in Russland zum Major, in Österreich zum Feldmarschallleutnant (Divisionär) gebracht. Obwohl ihm sein militärisches Genie in der Alten Eidgenossenschaft „schwerlich eine Hauptmannsstelle unter den Militzen erworben hätte“, liess er sich von Johannes von Müller in den Kampf für die Erhaltung des Ancien Régime einspannen. 1798 versuchte er erfolglos, das Alte Bern vor dem Untergang zu retten. 1799 löste er Erzherzog Karl ab, der die Helvetische Republik „befreien“ wollte. Auch Richterswil wurde vorübergehend von den Österreichern besetzt. An der Seite der Russen Korsakow und Suworow unterlag Hotze dann in der Zweiten Schlacht um Zürich dem Franzosen Masséna und fiel nahe seinem Geburtsort bei Schänis.